# Callionymus curvispinis
Callionymus curvispinis is een straalvinnige vissensoort uit de familie van de pitvissen (Callionymidae). De wetenschappelijke naam van de soort is voor het eerst geldig gepubliceerd in 1993 door Fricke & Zaiser Brownell.